# Archidamus I
Archidamus I (Oudgrieks: Ἀρχίδαμος, Archídamos) was koning van Sparta, de 12de van de Eurypontiden.
Hij was een zoon van Anaxidamus en leefde ten tijde van Tegeatische Oorlog, die volgde kort na het eind van de Tweede Messenische Oorlog, in 668 v.Chr. (Paus., III 7 § 69, vgl. 3 § 5.)

## Referentie
- A.H. Clough, art. Archidamus I, in W. Smith (ed.), A dictionary of Greek and Roman biography and mythology, I, Londen, 1872, p. 266.